# Estrategia dominante
En teoría de juegos, las estrategias son las diferentes alternativas o decisiones que cada jugador puede elegir.
Para un jugador, una estrategia domina estrictamente a otra si, hagan lo que hagan los demás jugadores, el jugador en cuestión recibe mayor utilidad con la primera que con la segunda decisión. Un jugador racional nunca jugará una estrategia estrictamente dominada porque esta nunca será óptima.
Muchos juegos sencillos se pueden resolver mediante estrategias dominantes. Ocurre lo contrario con los juegos donde una estrategia puede ser mejor o peor que otra para un jugador, en función de cómo jueguen los demás jugadores.

## Terminología
Cuando un jugador trata de elegir la mejor estrategia entre múltiples opciones, puede comparar dos estrategias A y B para ver cuál es mejor. Dependiendo del juego considerado, pueden producirse los siguientes resultados:
- A domina a B, donde pueden distinguirse 2 posibilidades:

1. A domina estrictamente a B si la elección de A siempre da un resultado estrictamente mejor que elegir B, independientemente de las acciones de los demás jugadores.
2. A domina débilmente a B si por lo menos existe un conjunto de acciones de los oponentes para los que A es estrictamente mejor que B y para el resto A y B dan la misma utilidad (es decir, el jugador está indiferente entre A y B). En suma, la elección A es mejor en algunos casos e igual de buena que B en el resto, dependiendo exactamente cómo elijan jugar el o los oponentes.

- A está dominada por B, donde análogamente hay 2 posibilidades:

1. A está estrictamente dominada por B si la elección de A siempre da un resultado peor que la elección de B, independientemente de las acciones de los demás jugadores.
2. A está débilmente dominada por B cuando hay por lo menos un conjunto de elección de los oponentes para el que A da un resultado peor que B, mientras que en el resto son indiferentes

En el ejemplo con la siguiente matriz de pagos, la estrategia F1 está estrictamente dominada por la F2, pues 15 es menor que 18 y 0 es menor que 3:
|    | C1    | C2   |
| -- | ----- | ---- |
| F1 | 15,15 | 0,18 |
| F2 | 18,0  | 3,3  |

Nótese que existen juegos en los que no hay estrategias dominantes ni dominadas, un ejemplo de esto es la batalla de los sexos
| Batalla de los sexos | Playa | Montaña |
| -------------------- | ----- | ------- |
| Playa                | 10,20 | 0,0     |
| Montaña              | 0,0   | 20,10   |

## Definición matemática
Para cualquier jugador {\displaystyle i}, una estrategia {\displaystyle s^{*}\in S_{i}} domina débilmente a otra estrategia {\displaystyle s^{\prime }\in S_{i}} si
{\displaystyle \forall s_{-i}\in S_{-i}\left[u_{i}(s^{*},s_{-i})\geq u_{i}(s^{\prime },s_{-i})\right]} (Suponiendo al menos un {\displaystyle s_{-i}} con desigualdad estricta)
{\displaystyle s^{*}} domina estrictamente a {\displaystyle s^{\prime }} si
{\displaystyle \forall s_{-i}\in S_{-i}\left[u_{i}(s^{*},s_{-i})>u_{i}(s^{\prime },s_{-i})\right]}
donde {\displaystyle S_{i}} denota el conjunto de estrategias del jugador {\displaystyle i}  y {\displaystyle S_{-i}} representa el conjunto de todos los vectores de estrategias de los demás jugadores

## Eliminación iterada de estrategias estrictamente dominadas
La eliminación iterada de estrategias estrictamente dominadas es un proceso válido bajo el supuesto de que todos los jugadores son racionales y la racionalidad de los jugadores es de conocimiento común. Es decir, cada jugador sabe (a) que el resto de jugadores son racionales, (b) que el resto de jugadores saben que él sabe que ellos son racionales, y así sucesivamente. 
La eliminación iterada de estrategias estrictamente dominadas es una técnica común para resolver juegos. Consiste en ir eliminando iterativamente todas las estrategias dominadas. Partiendo de la matriz de pagos, en el primer paso, se elimina una estrategia dominada, ya que ningún jugador racional jugaría nunca esa estrategia. Esto se traduce en un nuevo juego más pequeño. Algunas estrategias que en el primer paso no eran dominadas, pueden resultar dominadas en este nuevo juego más pequeño. Este primer paso se repite sucesivamente, creando cada vez un juego más pequeño hasta que el proceso se detiene. Esto ocurre cuando ningún jugador es capaz de encontrar una estrategia estrictamente dominante o dominada.
Puede darse el caso en el que la eliminación de estrategias estrictamente dominadas deje como resultado una única estrategia para cada jugador, ese conjunto de estrategias coincidiría con lo que se denomina Equilibrio de Nash

### Ejemplo
| Inicial | C1   | C2   | C3   |
| ------- | ---- | ---- | ---- |
| F1      | 7,0  | 7,14 | 0,7  |
| F2      | 0,21 | 0,7  | 14,0 |

En la matriz de pagos inicial se elimina la estrategia C3, pues está dominada por la C2 (Explicación: el jugador columna prefiere un pago de 14 frente a 7 si el jugador fila jugara F1 y de 7 frente a 0 si el jugador fila jugara F2).
| 2º paso | C1   | C2   |
| ------- | ---- | ---- |
| F1      | 7,0  | 7,14 |
| F2      | 0,21 | 0,7  |

Una vez ha sido eliminada C3, se elimina F2, ya que está dominada por F1 (Explicación: el jugador fila, sabiendo que C3 no se jugará, va a preferir un pago de 7, frente un pago de 0 en el caso en el que el jugador columna jugara C1 o C2).
| Final | C1  | C2   |
| ----- | --- | ---- |
| F1    | 7,0 | 7,14 |

Finalmente, frente a esta matriz de pagos reducida, el jugador columna elegirá jugar C2, ya que el pago es mayor (14 frente a 0). Este conjunto de estrategias coincidirá con el equilibrio de Nash (F1, C2).
| Eq. Nash | C2   |
| -------- | ---- |
| F1       | 7,14 |